# Kallotti, Athni
Kallotti là một làng thuộc tehsil Athni, huyện Belgaum, bang Karnataka, Ấn Độ.